# Цзинь Лун
Цзинь Лун (кит. упр. 金龙, пиньинь Jīn Lóng; род. 23 мая 1981) — китайский профессиональный игрок в снукер.

## Карьера
Цзинь Лун присоединился к профессионалам в 2001 году. В 2008 году он выиграл чемпионат Азии по снукеру, а также играл на новом турнире — Jiangsu Classic. В своей группе он играл с лучшими снукеристами мира и финишировал в конце концов 3-м.
Цзинь Лун постоянно был обладателем уайлд-кард на своём домашнем турнире China Open, однако не добился там значительных результатов. В период с 2001 по 2008 он несколько раз выбывал из мэйн-тура в PIOS-тур, но в «низшем дивизионе» он выступал стабильно хорошо, что приводило к его возвращениям. По итогам сезона 2009/10, в котором Лун выиграл только один матч на рейтинговых турнирах, он снова выбыл из мэйн-тура.